# Lukas Jutkiewicz
Lukas Isaac P. Jutkiewicz (ur. 28 marca 1989 w Southampton) – angielski piłkarz grający na pozycji napastnika w Birmingham City. Jego dziadek jest Polakiem, ale jego korzenie sięgają także Litwy.
Swoją karierę piłkarską Jutkiewicz rozpoczynał w juniorskim zespole Southamptonu. Zawodową karierę rozpoczął jednak w drużynie Swindon Town, gdzie rozegrał 42 mecze (w tym 38 ligowych). W 2007 roku przeniósł się do Evertonu. W 2008 roku przebywał na wypożyczeniu w Plymouth Argyle, a w 2009 w Huddersfield. W Premier League zadebiutował 28 grudnia 2008 roku pojawiając się na boisku w 86. minucie wygranego 3:0 spotkania z Sunderlandem. W klubie tym rozegrał siedem spotkań, po czym powrócił do Evertonu. W sierpniu 2009 roku został wypożyczony do Motherwell. Do końca sezonu 2009/2010 wystąpił w 33 ligowych meczach i zdobył 12 goli. Następnie, 26 lipca 2010 podpisał kontrakt z Coventry City.
W 2007 roku wyraził chęć grania dla reprezentacji Polski.